# Ак-Сарай-динг
Ак-Сарай-динг (также: Аксарай-динг; туркм. Ak-saraý diň) — архитектурный памятник в пустынной местности южнее г. Дашогуза, Туркменистан, построенный в XI—XII веках на территории Хорезма.
По одной версии, это единственный уцелевший образец центрического мавзолея-чортака особого башенного хорезмийского типа, по другой – парадное сооружение богатой усадьбы или загородного имения кого-то из местных правителей или крупных землевладельцев того времени.

## История
Исследователи датируют Ак-Сарай-динг XI—XII веками.
Впервые он был обследован отрядом Г. А. Пугаченковой в 1958 году, хотя отмечен был раньше.
После распада СССР и обретением Туркменистаном независимости, осуществлена реставрация Ак-Сарай-динг силами сотрудников Института истории при Кабинете министров Туркменистана.

## Архитектура
Стоящий в пустынной местности южнее Дашогуза (Хорезм), Ак-Сарай-динг представляет собой трехъярусное башнеобразное сооружение, возведенное из жжёного кирпича на глиняном растворе. Его общая высота — около 14 метров. Нижняя цокольная часть, квадратная в плане (6,6x6,6 метров), высотой немногим более 4 метров, прорезана сквозным сводчатым проходом трехметровой ширины, который раскрыт наружу стрельчатыми арками. На ней, как на стилобате, возвышается главная часть здания — почти квадратная в плане (3,8x3,7 метров), высотой чуть больше 5 метров, прорезанная на осях четырьмя высокими арочными входами. Внутренний, яйцевидной формы купол опирается в углах на консольные ячеистые паруса. Он заключен в наружный футляр в виде цилиндрического барабана, увенчанного коническим шатром несколько вспарушенной формы, с контуром, криволинейно выпуклым в нижней части. Шатер отделен от барабана полосой поребрика — единственный, как будто, декоративный прием, который позволили себе строители этого странного, вознесенного над землей и монументального, несмотря на скромные размеры, чортака.
Первоначальный облик Ак-Сарай-динга был, вероятно, несколько иным, чем теперь, — об этом свидетельствуют прямоугольные отверстия от крупных балок в верхней части всех четырех фасадов чортака, по 4 отверстия на каждой стороне и по одному на углах. Балки, которые были вставлены в эти гнёзда и которые, несомненно, несли кровлю-навес, должны были иметь опору в виде ряда стоек — колонн. Периметральный, шириной 1,4 метров обход вокруг купольного помещения представлял собой крытую деревянную колоннаду, по 6 колонн на каждой стороне, которая прикрывала собой оголенные фасады, меняла пропорциональный строй здания и формировала, так сказать, его иной архитектурный образ.
Его башенная ярусная форма имеет мало общего с обликом центрического среднеазиатского мавзолея, хотя какое-либо другое назначение здания, по данным С. Г. Хмельницкого, «ещё менее вероятно: его можно было бы признать «башней победы» типа индийской стамбхи, если бы такие башни возводились в исламской Средней Азии, и если бы пустынная окраина Хорезма не была наихудшим местом для такого монумента».
Название (Ак Сарай — белый, то есть прекрасный дворец) можно понять как принадлежность здания гражданской, а не мемориальной архитектуре, но оно могло быть дано позже и связано с легендой, да и следов дворца рядом как будто нет. И если возведение здания на высоком пьедестале-стилобате — старая традиция Средней Азии, то, по данным С. Г. Хмельницкого «устройство в стилобате сквозного сводчатого прохода непонятно и не имеет аналогий. Остается думать, пока не найдено что-либо более доказуемое, что Ак-Сарай-динг — единственный уцелевший образец центрического мавзолея- чортака особого башенного хорезмийского типа».